# El traidor de Praga
El traidor de Praga  es una novela escrita por el cubano-sueco Humberto López y Guerra (H.L. Guerra). Publicada en 2012.

## Argumento
En noviembre de 1989, el mayor Paredes, segundo hombre de la inteligencia cubana en Praga, decide pasar información altamente secreta a la CIA, en plena debacle de los regímenes comunistas de la Europa del Este. En Washington, su traición suscita dudas y escepticismo, a pesar de que Javier Puig, el espía cubano-americano que sirvió de enlace con Paredes y viejo amigo de éste, trata de convencer a Langley de que no se trata de una provocación o infiltración cubana, sino de la decisión de un hombre valiente que, poniendo en juego su vida, trata de ayudar a la caída del régimen de Fidel Castro; sin embargo, la credibilidad de Puig es cuestionada también por los halcones de la Agencia Central de Inteligencia. Lil, una joven estudiante radical alemana, de ascendencia judía, convertida en espía de La Habana, es el detonante que logra que los norteamericanos finalmente acepten como verídica la información por la que Paredes les alerta de un terrible atentado terrorista en el que Cuba y agentes del agonizante Campo Socialista, agrupados en una organización ultrasecreta, Comandos Internacionales de Solidaridad (CIS), están a punto de perpetrar.

## Críticas y reseñas
La novela cosechó excelentes críticas y tuvo un gran éxito de ventas en 2012 según El Nuevo Herald. En 2005 el diario La Razón de México la eligió
entre los veinticinco mejores libros de 2015.
Después de la publicación de esta excelente novela, ya no podrá decirse que el género de espionaje no tiene una verdadera tradición literaria en lengua castellana. La tiene; acaba de nacer. Y es de origen cubano. (Manuel C. Díaz El Nuevo Herald)
El tópico de que una novela, como una banda de forajidos, debe “atrapar al lector”, se convierte en signo determinante de la calidad en las novelas de espionaje. El traidor de Praga (Verbum, Madrid, 2012) logra este mérito desde sus primeros cortes argumentales. Leerla es buscar tiempo para no soltarla.
( José Prats Sariol y Emil Volek – Diario de Cuba)
Un libro intenso que nos puede dejar perplejos y preguntándonos cuánto puede haber de cierto o al menos potencialmente posible en esta excelente novela.
(Luis de la Paz – La Revista)
El Traidor de Praga’, la novela del cineasta, periodista y escritor, cubano-sueco Humberto López y Guerra, es sin temor a exagerar, uno de esos libros que cautiva al lector desde la primera a la última página.
(Freddy Valverde – Radio Praga)